# Laurent Teyssier
Ne doit pas être confondu avec Laurent Tessier.
Laurent Teyssier est un réalisateur français.

## Filmographie

### Courts métrages
- 2010 : 8 et des poussières[1]
- 2011 : Creek Aymes
- 2013 : Beauduc[2]

### Long métrage
- 2016 : Toril

### Télévision
- 2025 : Malditos, co-créateur

## Distinction
- prix du jury courts métrages au Festival Premiers Plans d'Angers pour 8 et des poussières